# Triangle obtusangle

Un triangle obtusangle.

En géométrie, un triangle obtusangle (ou encore triangle amblygone, ou plus simplement triangle obtus) est un triangle qui a un angle obtus, par opposition au triangle acutangle ne comportant que des angles aigus, et au triangle rectangle dont un angle est droit et les deux autres, aigus.
En géométrie euclidienne, la somme des mesures des angles intérieurs d'un triangle étant toujours égale à 180°, un triangle ne peut avoir plus d'un angle obtus. Un triangle est donc toujours soit obtusangle, soit acutangle, soit rectangle.
Cette distinction entre les triangles est particulièrement importante car certains théorèmes ne s'appliquent qu'à un seul type de triangles, ou s'appliquent différemment selon le type concerné.
Contrairement au triangle acutangle, pour un triangle obtusangle, le centre du cercle circonscrit et l'orthocentre sont à l'extérieur du triangle.

## Condition sur les côtés
Trois nombres réels {\displaystyle 0<a\leqslant b\leqslant c} sont les côtés d'un triangle obtusangle si et seulement si {\displaystyle c^{2}>a^{2}+b^{2}} (voir la démonstration à triangle acutangle).

## Autres conditions
- Un triangle est obtusangle si et seulement s'il possède deux angles dont la somme des mesures en degrés est {\displaystyle <90^{\circ }}.
- Un triangle est acutangle si et seulement si {\displaystyle \cos {\widehat {A}}\cos {\widehat {B}}\cos {\widehat {C}}<0} (en effet un cosinus au plus peut être négatif).

Avec la formule {\displaystyle \cos {\widehat {A}}\cos {\widehat {B}}\cos {\widehat {C}}={\frac {p^{2}-(r+2R)^{2}}{4R^{2}}}}, où p est le demi-périmètre, r le rayon du cercle inscrit et R celui du circonscrit, on obtient  :
- Un triangle est acutangle si et seulement si {\displaystyle p<2R+r}.